# Coenotephria decipiens
Coenotephria decipiens là một loài bướm đêm trong họ Geometridae.